# Australian Faunal Directory
Australian Faunal Directory (AFD) je online databázový katalog obsahují taxonomické a biologické informace o všech živočišných druhů, o nichž je známo, že se vyskytují v Austrálii. Jedná se o program australského ministerstva (Department of Sustainability, Environment, Water, Population and Communities of the Government of Australia). Toto ministerstvo zajišťuje mimo jiné agendu ochrany životního prostředí. Cílem programu je sestavit seznam veškeré australské fauny včetně suchozemských obratlovců, mravenců a mořské fauny a vytvořit biotaxonomický informační systém Austrálie.